# 白求恩特种外科医院旧址
白求恩特种外科医院旧址，位于中华人民共和国山西省大同市灵丘县下关乡杨庄村，已列为山西省文物保护单位。

## 保护
2016年6月6日，白求恩特种外科医院旧址由山西省人民政府公布为第五批山西省文物保护单位，编号5-132。